# Veronica matthewsii
Veronica matthewsii är en grobladsväxtart som beskrevs av Thomas Frederic Cheeseman. Veronica matthewsii ingår i släktet veronikor, och familjen grobladsväxter. Inga underarter finns listade i Catalogue of Life.